# Resolução 246 do Conselho de Segurança das Nações Unidas
A Resolução 246 do Conselho de Segurança das Nações Unidas aprovada por unanimidade em 14 de março de 1968, depois de reafirmar a resolução anterior sobre o tema da independência do Sudoeste Africano e os direitos do seu povo, o Conselho censurou o governo da África do Sul e exigiu que libertassem e repatriassem os prisioneiros do Sudoeste Africano sob sua custódia. O Conselho também decidiu que, se a África do Sul não cumprisse as resoluções anteriores e atuais, o Conselho se reuniria imediatamente para determinar medidas efetivas, em conformidade com as disposições pertinentes da Carta das Nações Unidas.